# 안장혁
안장혁(安長赫, 1968년 11월 27일 ~ )은 대한민국의 성우로, 1993년 문화방송 성우극회 공채 11기로 입사했다. 배우자는 같은 소속의 성우인 윤성혜다.

## 출연 작품

### 애니메이션
- 3, 2, 1 펭귄즈 (재능TV) - 케빈
- BBB 삼총사의 모험 (MBC)
- DARKER THAN BLACK -유성의 제미니- (애니맥스) - 시즈메 겐마
- 가이스터즈 (MBC) - 시바스, 보루카누스
- 개구리 왕눈이 (SBS) - 심술이
- 건담 0080 주머니 속 전쟁 OVA (대원방송) - 미샤
- 건담 이글루 - 1년 전쟁 비록 (대원방송) - 찰리아노
- 격부술사 요역문 (대원방송) - 네이드
- 곤 (EBS) - 스미로
- 꼬마마법사 레미 (MBC) - 예민 아빠
- 꼬마 어사 쿵 도령 (KBS) - 두칠
- 극장판 요괴워치: 섀도우 사이드 도깨비 왕의 부활 - 도깨비왕 라선
- 나루토 질풍전 (투니버스) - 팔미
- 나루토 (투니버스)
- 날아라 호빵맨 (MBC) - 유리마왕
- 내 이름은 꾸제트 - 레이몽
- 닌자고 (니켈로디언) - 코주 장군
- 대니팬텀 (니켈로디언) - 아모코 / 녹턴
- 디지몬 세이버즈 (대원방송) - 듀프트몬
- 디지몬 크로스워즈 (대원방송) - 바그라몬, 다크네스바그라몬, 시계점 할아버지
- 디지몬 고스트 게임 (재능TV) - 케르베로스몬, 드라고몬
- 비밀결사 매의 발톱단 (니켈로디언) - 보스/헨더밀러 장군
- 독수리 오형제 극장판 (애니박스) - 조 2호
- 듀얼 레전드 쇼크 (재능TV) - 서던크로스
- 드래곤 길들이기 : 버크의 라이더 (카툰네트워크) - 스토이크
- 또봇 V (KBS) - 스톰조
- 레드바론 (MBC) - 프로이트
- 로보텍스 (KBS) - 사이클로
- 마법천자문 극장판 : 대마왕의 부활을 막아라 (SBS) - 말세장군 / 콩도사
- 마법천자문 (MBC) - 대마왕
- 마이펫의 이중생활 2 - 세르게이
- 만능 비리몽 (재능TV)
- 만화열전-삼국지 (MBC) - 동탁, 황충
- 머더 프린세스 (애니맥스) - 도미니코프
- 메르헤븐 (투니버스) - 새턴
- 명탐정 코난 극장판 - 남규홍 / 아나운서 / 감독
- 명탐정 코난(투니버스, 애니맥스) - FBI 요원 앤드럴 캐멀, 장근식(이상 투니버스), 박진수(애니맥스)
- 몬스터 (투니버스) - 학생2
- 무지개요정 통통 (KBS) - 하인이
- 물지 않는 다큘라 백작 (투니버스)
- 반드레드 (챔프)
- 벅스봇 이그니션 (투니버스) - 무타
- 베르세르크 극장판 - 코르커스 / '패왕' 카이젤릭(해골기사)
- 벤10 옴니버스 (카툰네트워크) - 카이버
- 벨제바브 (챔프) - 사오토메
- 부탁해 마이 멜로디 (SBS) - 소리 아빠 / 나선생님 / 담임 선생님(처음)
- 사무라이 디퍼 쿄우 (XTM) - 지몬 / 노부유키 / 도고 / 신레이 / 호타루
- 세 나라 영웅전 (MBC)
- 세나라 영웅전 (MBC)
- 세느강의 별 (MBC)
- 손오공 : 돌원숭이의 탄생 - 혼세마왕
- 수호전사 맥스맨 (MBC)
- 숲속의 전설 무시킹 (투니버스) - 글램
- 스위트 프리큐어♪ (대원방송) - 메피스토 / 할아버지
- 슬램덩크 (SBS) - 오창석, 유명호 감독
- 슬레이어즈 극장판 - 완전무결 (애니박스) - 조이록
- 슬레이어즈 프리미엄 (애니박스) - 문어왕
- 싱싱초밥단 코부시 (투니버스) - 토리 아저씨
- 아이 엠 스타! (투니버스) - 사범
- 알렉스의 모험 (MBC)
- 엽기인걸 스나코 (애니박스) - 택배원
- 영혼기병 라젠카 (MBC) - 마루
- 영혼의 전사들 (EBS) - 리
- 오! 나의 여신님 (애니맥스) - 오타키 / 스님
- 오거스 02 (투니버스) - 대위
- 오거스 (투니버스)
- 올림포스 가디언 (SBS)
- 완다가 간다 (디즈니채널) - 로드 혜이터
- 도깨비언덕에 왜 왔니? (투니버스) - 고릴대장
- 신비아파트 고스트볼 ZERO: 두 번째 이야기 (투니버스) - 쿠키맨
- 요술공주 밍키: 꿈속의 윤무 (MOVIE) - 장로 / 오스카
- 원더랜드 - 부머
- 유희왕 듀얼몬스터즈 - 리시드
- 원피스 : 에피소드 오브 루피 : 핸드 아일랜드의 모험 - 비리치 준장
- 원피스 12기 극장판 film Z - 쿠잔(전 해군대장 '아오키지')
- 원피스 (투니버스) - 해적2 / 아오키지(푸른 꿩)
- 원피스 조 편 (애니원) - 안개의 라이조
- 웨딩피치 (투니버스) - 페트라
- 은혼 (투니버스) - 곤도 이사오
- 이상한 바다의 플랩잭 (카툰네트워크) - 너클스
- 이집트 왕자 2: 요셉 이야기 - 레위
- 일지매 (SBS) - 불량배, 흑혈7단
- 쥬라기 원시전 (MBC) - 데카
- 지구용사 벡터맨 (KBS) - 게로
- 지구조난자 마룬 (MBC) - 클릭
- 짱구는 못말려 극장판 (MBC) - 원장
- 짱구는 못말려 극장판: 나의 이사 이야기 선인장 대습격 (MOVIE) - 크다요레스 촌장
- 치카치카 폼폼이 (KBS) - 임금님
- 코라의 전설 (니켈로디언) - 바투
- 비밀결사 매발톱단 (니켈로디언)
- 코바토 (애니맥스) - 이오료기
- 쿵푸팬더 - 타이렁
- 쿵푸팬더 4 - 타이렁
- 탑블레이드 (SBS) - 웅호, 미라, 쟈이
- 토리코 극장판 : 미식신의 스페셜메뉴 - 제브라 / 그린패치
- 토리코 극장판 : 미식신의 스페셜메뉴 (MOVIE) - 제브라
- 토리코 (카툰네트워크) - 제브라 / 그린패치 / 시게
- 토미와 오스카 (MBC)
- 트라이건 (VIDEO)
- 틴틴의 대모험 (MBC)
- 파이터 바키 (애니원) - 한마(유)家 집사(장무영) / 오로치 돗포(김대산)
- 팽이대전 G블레이드 (SBS) - 모제스 / 맥스 아빠
- 포켓몬스터 XY (투니버스) - 플라드리
- 포켓몬스터 W (투니버스) - 사도
- 하이큐!! 재능과 센스 - 우카이 잇케이 / 고우라 마사키
- 헬로 카봇 (KBS) - 스톰
  - 헬로 카봇 리턴즈 (SBS) - 스톰 X
- 현시연 (애니맥스) - 마다라메
- 홍길동 어드벤처 (SBS) - 홍판서
- 환상마전 최유기 (애니원) - 시연
- 히어로 : 108 (카툰네트워크) - 노핸즈
- 닌타마 란타로 24기 (KBS 키즈) - 야다마 덴조
- 메탈카드봇S 강철의 귀환 (EBS) - 기간트 렉스

### 특촬물
- 파워레인저 캡틴포스 (대원방송) - 휴우가(흑기사 불 블랙)
- 파워레인저 루팡포스 VS 패트롤포스 (대원방송) - 도그라니오 야뷴
- 파워레인저 젠카이저 (대원방송) - 전력전개 캐논

### 영화
- 어벤저스 - 토르 (크리스 헴스워스)
- 어벤져스 2 - 토르(크리스 헴스워스)
- 어벤져스: 인피니티 워 - 토르(크리스 헴스워스)
- 어벤져스: 엔드게임 - 토르(크리스 헴스워스)
- 토르: 라그나로크 - 토르(크리스 헴스워스)
- 토르: 러브 앤 썬더 - 토르(크리스 헴스워스)
- 내셔널 시큐리티 (SBS) - 경찰(존 헤리 바인더)
- 와사비 (SBS) - 동료 형사(얀 엡스타인) / 변호사(히라타 하루히코)
- 내 생애 최고의 데이트 (SBS) - 에이전트(네이선 레인)
- 나쁜 녀석들 2 (MBC) - 플레처(존 샐리)
- 도브 (SBS)
- 록키 5 (MBC)
- 이연걸의 정무문 (MBC)
- 블랙 라이온 (MBC)
- 퐁네프의 연인들 (SBS)
- 빅히트 (SBS) - 크런치 (보킴 우드바인)
- 컨피던스 (SBS) - 맨자노(루이스 거스만)
- 콘스탄틴 (SBS) - 미드나잇(자이먼 혼수)
- 케이 팩스 (SBS) - 나바로 (빈센트 라레스카)
- 클린 (SBS)
- 배틀필드 (SBS)
- 러시아워 2 (SBS) - 캐니(돈 치들)
- 미지의 코드 (SBS) - 아마두 아버지 (드지브릴 우아테)
- 레인디어 게임 (SBS)
- 블래스트 (SBS)
- 위험한 사돈 (SBS) - 허친스(러셀 엔드류스)
- 더 야드 (SBS)
- 어글리 우먼 (SBS) - TV속 남 / 뚱뚱한 경찰
- 위대한 사랑 (SBS)
- 워터월드 (SBS)
- 사랑과 영혼 (SBS)
- 도망자 (MBC)
- 콘 에어 (MBC) - 죄수(리처드 L. 듀란)
- 네프 므와 (MBC)
- 비욘드 사일런스 (MBC) - 그레고어 (마티아스 하비흐)
- 은밀한 유혹 (MBC)
- 이연걸의 탈출 (MBC)
- 무인 곽원갑 (MBC) - 미타 (하라다 마사토)
- 큰 도둑 작은 도둑 (MBC) - 해리
- 메리에겐 뭔가 특별한 것이 있다 (MBC) - 워런 (W. 얼 브라운)
- 이연걸의 영웅 (MBC)
- 레옹 (SBS) - 마틸다의 아빠(마이클 바달루코) / 스탠의 부하(돈 크리치)
- 클루리스 (MBC)
- 스피시즈 (MBC)
- 라이징 선 (MBC)
- 긴급명령 (MBC)
- 포레스트 검프 (MBC)
- 아이언 이글 (MBC)
- 고스트 앤 다크니스 (MBC)
- 토마스 크라운 어페어 (MBC) - 레이놀즈(프리츠 위버) / 경비원(도미니크 마커스)
- 네버 엔딩 스토리 2 (MBC)
- 복제인간의 제국 (MBC)
- 캐리비안의 해적: 블랙 펄의 저주 (MBC) - 코흘러(트레바 에티엔느)
- 동방불패 (MBC) - 홍장군의 부하(황자양)
- 게릴라 (MBC)
- 12명의 성난 사람들 (MBC) - 9번 배심원 (조셉 스위니)
- 어퓨굿맨 (MBC)
- 유주얼 서스펙트 (MBC)
- 에디 (MBC)
- 블루 데블 (MBC)
- 퀘스트 (MBC)
- 택시 (MBC)
- 브레이크 다운 (MBC)
- 당신에게 일어날 수 있는 일 (MBC)
- 피고인 (MBC)
- 러시아워 (MBC)
- 픽쳐 클레어 (MBC) - 라라미 (칼럼 키스 레니)
- 공포의 바다 (MBC)
- 사선에서 (MBC)
- 붉은 가마 (MBC)
- 사랑의 블랙홀 (MBC)
- 결혼 만들기 (MBC)
- 종횡사해 (MBC) - 경비(정견성)
- 슈퍼맨 3 (SBS)
- 뱀파이어 해결사 (MBC)
- 차이나 레이크 살인사건 (MBC)
- 나 홀로 집에 2 (MBC) - 도날드 트럼프(본인)
- 신투첩영 (MBC)
- 라이언 일병 구하기 (MBC) - 대령(브라이언 크랜스턴) / 낙하산병(라이언 허스트)
- 스크림 2 (MBC)
- 토머스 크라운 어페어 (MBC)
- 머더 바이 넘버 (SBS) - 칼 허드슨(마이클 샘북)
- 중앙역 (MBC)
- 비지터 2 (MBC)
- 썬더하트 (MBC)
- 삼국지 극장판 (CHING) - 조운
- 로닌 (MBC)
- 비지터 2 (MBC)
- 중앙역 (MBC)
- 007 살인면허 (MBC) - 호킨스(그랜드 L. 버쉬)
- 라이징 선 (MBC)
- 마우스 헌트 (SBS) - 팔코의 비서(마이클 지터) / 경찰(마이클 K. 로스)
- 인자무적 (MBC)
- 베토벤 (MBC) - 노숙자(크레이그 핀카)
- 크루얼 죠스 (MBC)
- 도플갱어 (MBC)
- 록 스탁 앤 투 스모킹 배럴즈 (MBC) - 소프 (덱스터 플레처)
- 플래툰 (MBC) - 라무치(프란체스코 퀸)
- 아이큐 (MBC) - 보리스(진 색스)
- 스나이퍼 (MBC) - 군인(타일러 코핀)
- 누가 로저 래빗을 모함했나 (MBC) - 군인(린제리 홀리데이)
- 악마의 4시 (MBC) - 비행 조종사(토마스 H. 미들턴)
- 스쿠비 두 (SBS) - 스크래피 두(스콧 이네스)
- 007 리빙 데이라이트 (MBC) - 국방 장관(제프리 켄) / 피야도(존 보위)
- 브레이크 다운(MBC) - 휴게소 사장(잭 맥기)
- 금옥만당 (MBC) - 경찰(황국량)
- 윈체스터 73 (MBC) - 기병대장(제이 C. 플리펜) / 바텐더(테드 맵스)
- 딥 임팩트 (MBC) - 제프(찰스 뒤마)
- 알라딘 - 신비의 동굴(프랭크 워커)
- 라이온 킹 - 품바(세스 로건)
- 무파사: 라이온 킹 - 품바(세스 로건)
- 드래곤 길들이기 - 스토이크(제라드 버틀러)

### 특촬물
- 지구용사 벡터맨 - 게로
- 파워레인저 캡틴포스 - 휴거(흑기사)
- 파워레인저 닌자포스 - 해설, 변신기 음성, 초승달의 라이조
- 파워레인저 갤럭시포스 - 오라이온

### 게임
- 스타크래프트: 리마스터 - 유령(Ghost)
- 스타크래프트 II - 마커스 케이드 & 유령(Ghost) & 아젠다로 이바라
- 헤일로2 - 해병
- 헤일로 리치 - 병사4
- 로스트 오딧세이
- 아머드 코어 넥서스 - 와일드 캣 & 시험기체 & 크레스트 부대
- 던전앤파이터 - 정복자 카시야스, 학살의 발라크르 강령, 영탄의 사뮤엘, 순찰대장 빌라이
- 디아블로3 - 남자 부두술사
- 리그 오브 레전드 - 마오카이, 직스, 초가스, 스카너, 제라스
- 회색도시 - 최재석, 주정재
- 회색도시 2 - 최재석
- 메이플스토리 - 카이슨, 헤카톤
- 도타2 - 루빅
- 쥬라기원시전2 - 아서, 마카히티, 피카티라노
- 오버워치 - 둠피스트
- 원신 - 야타용왕

### 방송
- 놀라운 대회 스타킹 (SBS)
- 1 대 100 (KBS)
- 스토리 잡스 (TV조선)
- 제4공화국 (MBC)

### 외화
- 디노레인저스 (애니박스) - 장로
- CSI 뉴욕 (MBC) - 빈센트 윌리암스 (크리스 엘리스)
- CSI 마이애미 (MBC)
- 태스크포스캅 (텔레노벨라) - 하니오

### 라디오
- 만화열전 - 호텔 아프리카 (MBC) - 노만
- 만화열전 - 열혈강호 (MBC) - 진상필 / 벽력자

### 광고
- KT 국제전화 001 - 고릴라
- 삼성 상용차
- 씨마 1020
- 땅콩 꽈배기

## 같이 보기
- 문화방송
- 문화방송 성우극회

## 참고 자료
- 문화방송 성우극회
- 다음카페 ☆성우 안장혁님 팬카페★
- 문화방송 성우극회 안장혁 블로그

1. ↑  음력 10월 8일